# Khung tranh

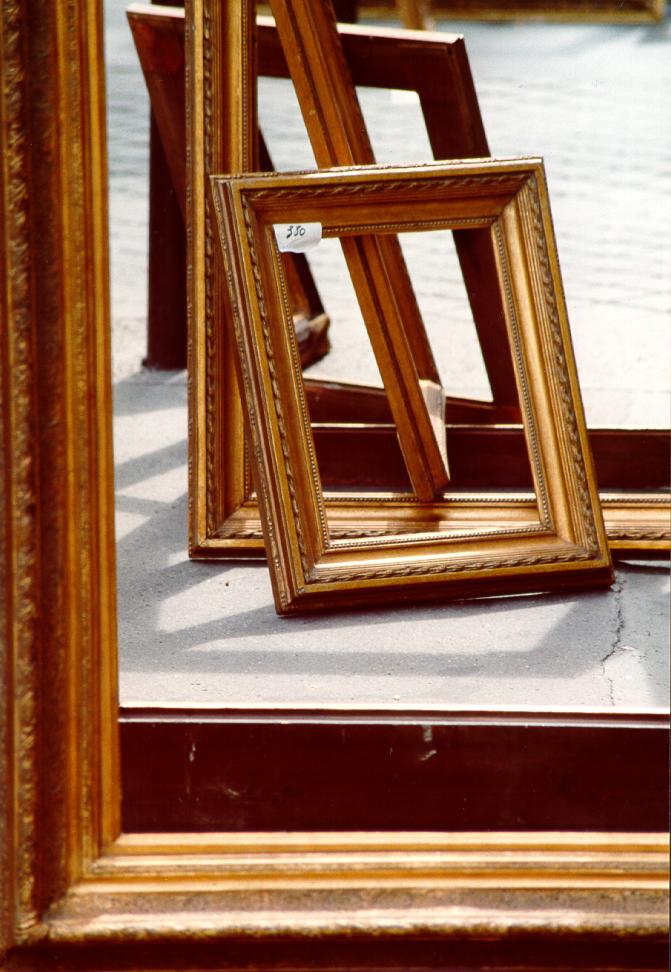
Khung tranh bằng gỗ

Khái niệm "khung tranh" bắt nguồn từ những đường viền trang trí bao quanh những tác phẩm hội họa trên bình hoa, tường, nóc nhà mồ cổ 3-4000 năm trước, xa hơn nũa là trên những tác phẩm nghệ thuật khảm đá ở Hy Lạp cổ đại (mosaic) hay những tấm gạch, tấm đá được vẽ họa tiết trang trí. Nghệ thuật Công giáo đã sớm du nhập "khung" trở thành một thành phần trong những bìa sách bằng ngà voi, tranh thờ phượng. Trong thời kỳ này, bản chất của "khung" đã thay đổi: chúng không chỉ là một thành phần trang trí đơn thuần mà đã trở thành vật bảo vệ và gia tăng giá trị của tác phẩm mà nó bao bọc, mang lại cho tác phẩm một diện mạo đặc sắc hơn. Vàng và đá quý tôn thêm vinh quang nơi Thiên Đường cho các bức tranh thờ phượng; sau đó tranh thờ phượng phát triển mạnh tại Ý vào thế kỷ 14-15, trong một nhà thờ Trung cổ bấy giờ, tất cả tranh thờ trong thánh đường đều được chế tác viền khung tinh xảo bằng các loại vật liệu quý giá.
Chính hành động này của giáo hội đã mở đầu cho những khung tranh đúng nghĩa đầu tiên xuất hiện; Trong thời kỳ Phục hưng, khung tranh được vua chúa và giới quý tộc sử dụng để tôn thêm vẻ quyền quý và xa hoa của họ. Khung tranh trở nên tinh xảo hơn bởi bàn tay điêu luyện của những người thợ thủ công tài ba, nhiều mô-típ, họa tiết trang trí trên khung tranh đã được sáng tạo để đáp ứng nhu cầu đa dạng của giới quý tộc.
Cho đến ngày nay, khung tranh đã trở thành một thành phần quan trọng của một tác phẩm hội họa đương đại. Những mô-típ, phong cách khung tranh cổ vẫn được nhắc đến như: Phục hưng, khung tranh của những người thợ làm tủ Ba Lan, Baroque, Palladian và Rococo, Roman, tân cổ điển...
Một số khu vực tập trung nhiều nhà chế tác khung tranh tại Sài Gòn:
Đường Trần Phú - vòng xoay Nguyễn Văn Cừ, gần KS Equatorial. Thế giới Khung Tranh trên đường Điện Biên Phủ, gần ngã tư Cao Thắng - Điện Biên Phủ Q.3
Tại khu vực Hà Nội bạn có thể ghé qua con đường Nguyễn Thái Học - quận Hoàn Kiếm - Hà Nội nổi tiếng với các dòng tranh sơn dầu và tranh đá quý. Nếu bạn muốn xem các dòng tranh hiện đại có thể ghé qua shop khung tranh Carehouse tại Phú diễn - Cầu Diễn - Hà Nội để xem mẫu.